# Jambidan
Jambidan is een bestuurslaag in het regentschap Bantul van de provincie Jogjakarta, Indonesië. Jambidan telt 8877 inwoners (volkstelling 2010).